# ティベリウス・コルンカニウス
ティベリウス・コルンカニウス (ラテン語: Tiberius Coruncanius 生年不詳 - 紀元前243年死去) は、紀元前280年の共和政ローマ執政官で、同僚が敗北した後エペイロスのピュロスの攻撃に対応した。彼はまた古代ローマで初のプレプス（平民）出身最高神祇官でもあり、恐らくローマ法の公共教育に携わった初の教育者でもある。

## 略歴
コルンカニウスはプレプスの出で、トゥスクルム出身と考えられている。
紀元前280年、プブリウス・ウァレリウス・ラエウィヌスと共に執政官に選出されると、エトルリア都市群に対する遠征軍を率い、ウォルスキとウルキに勝利して凱旋式を挙行し、ウァレリウスの敗北後、ピュッルスに対応した。
紀元前254年、もしくはその翌年に、彼はプレプス出身としては初めて、それまでパトリキ（貴族）に独占されていた最高神祇官、もしくはそれに近い地位の神官に選出された。 紀元前246年には選挙のための独裁官に指名されている。
紀元前243年ごろに死去したとみられ、後継者としてルキウス・カエキリウス・メテッルスが選出されている。

## 影響
彼は神官に独占されていたローマ法の知識を一般に広めた最初の一人として、そして雄弁家であり博識家としても知られるが、ソクラテスと同じく著作は残さなかった。
彼の法に関する公的教育は、神官以外にも法に通暁した、ある種のコンサルタントのような職業 (法律学者 jurisprudentes) を生み出した。 コルンカニウスの死後、教育は徐々に公式なものとなり、それまでの貧弱な正規の文献より詳しい、ローマ法の概略本も用いられるようになっていった
初のプレプス出身最高神祇官として、コルンカニウスは一般人やローマ法の学生にも、彼が人々に対して法的アドバイスを行う場面に立ち会う事を許可した。こういった教育は恐らく神官学校の外で行われ、そのため関心がある人は皆参加出来た。 こうした事から、彼はローマ法の最初の教師と呼ばれる (彼以前の学生がどのように法を学んでいたかは不明である)。
キケロは『大カトー・老年について』の中で、コルンカニウスはデンタトゥスやファブリキウス・ルスキヌス、デキウス・ムスらと交友関係があり、アエリウス・パエトゥスやリキニウス・クラッススらと並べてローマ市民に法律を教えた人物の一人としている